# Banda (societat)
Les bandes representen un tipus d'organització social humana i consisteixen d'un nombre reduït de nuclis familiars o subgrups afiliats, organitzats per causes de subsistència i de seguretat.

## Organització
Poden ser integrades en una comunitat o tribú més gran on s'agrupen en cerimònies eventuals o per a la caça i la guerra. Habitualment les bandes viuen en àrees pràcticament despoblades com el desert australià, la tundra i la selva tropical. Posseeixen poques i molt simples tecnologies.
Les bandes tenen una organització lliure, sovint amb una estructura igualitari i un lideratge informal. Els membres ancians de la banda són considerats experimentats i com a consellers. Habitualment es decideix en consens.

## Sippe (alemany)
La paraula Sippe (en alt alemany antic sippia, en nòrdic antic sifjar), derivada de la deessa germànica Sif, designa un llinatge de persones i està emprat sobretot en un àmbit germànic. En el dret germànic, Sippe és un concepte per a la unitat jurídica que englobava el conjunt de persones que tenen llaços de parentiu consanguini. En etnologia, el lema està relacionat amb el clan; en aquest sentit la paraula correspon a la de banda en català.
En alemany, l'expressió Sippe té avui una connotació negativa perquè els nazis van emprar-la en l'àmbit de les seves teories de racisme.